# 新東洋鰃屬
新東洋鰃屬，是條鰭魚綱金眼鯛目金鱗魚科下的一個屬。

## 分類
本屬屬於真鰃亞科，目前被認可的種如下：
- 銀新東洋鰃 Neoniphon argenteus
- 黃帶新東洋鰃 Neoniphon aurolineatus ：又稱黃帶金鱗魚。
- 海新東洋鰃 Neoniphon marianus
- 黑鰭新東洋鰃 Neoniphon opercularis ：又稱黑鰭金鱗魚。
- 條新東洋鰃 Neoniphon sammara ：又稱莎姆金鱗魚。